# Florence Knoll
Florence Marguerite Knoll Bassett, nacida Schust (Saginaw, Estados Unidos 24 de mayo de 1917 - Coral Gables, 25 de enero de 2019) fue una arquitecta y diseñadora de muebles estadounidense.   
Estudió con Mies van der Rohe y Eliel Saarinen y creó el nuevo modelo de oficina moderna en los Estados Unidos de la posguerra. La compañía creada con su esposo, Knoll Associates, llegó a ser líder en innovadores diseños interiores y muebles modernos en los años 50 y 60.    
Su idea de "total look" favorecía los espacios de trabajo abiertos donde trataba de integrar, de forma más arquitectónica  que decorativa, elementos como muebles, iluminación, colores vibrantes, estructuras acústicas o sillas moldeadas como pétalos de tulipanes y patas cromadas.

## Trayectoria
Florence Marguerite Schust era hija de Frederick Emanuel (1881-1923) y Mina Matilda (Haist) Schust (1884 -1931). Su padre, Frederick, de origen europeo, hablaba el alemán como lengua materna y en 1920 estaba censado en Estados Unidos como superintendente de una panadería comercial. La familia de su madre, Mina, nacida en Míchigan, procedía de Canadá. Frederick murió relativamente joven, poco antes del censo federal de los Estados Unidos de 1930.
Desde 1932 hasta 1934, Knoll asistió a la Escuela Kingswood, en Cranbrook, y luego, de 1934 a 1935, a la Academia de Arte de esta misma ciudad, donde estudió con Eliel Saarinen. Ambas instituciones están ubicadas en el mismo campus de Bloomfield Hills, Míchigan). 
En 1935 estudió urbanismo en la Escuela de Arquitectura de la Universidad de Columbia. Durante los dos años siguientes investigó sobre la fabricación de muebles con Eero Saarinen y Charles Eames. De 1938 a 1939, estuvo en la Architectural Association en Londres, donde descubrió  el estilo internacional de Le Corbusier. Tuvo que dejar Inglaterra debido al avance  de la Segunda Guerra Mundial.
En 1940 se trasladó a Cambridge, Massachusetts, donde trabajó con Walter Gropius y Marcel Breuer. De ellos recibiría la influencia de la Bauhaus  y el conocimiento de las estructuras de los muebles modernos y tubos de acero. Este aprendizaje la llevaría a matricularse en el  Instituto de Tecnología de Illinois (Armour Institute) de Chicago, donde estudió con Mies van der Rohe. Se licenció en arquitectura en 1941 y trabajó con arquitectos de la Bauhaus, incluidos Walter Gropius, Marcel Breuer y el modernista estadounidense, Wallace K. Harrison. 
Según sus  propias declaraciones, Florence Knoll tuvo muchos mentores que la influyeron en el diseño como  la arquitecta Rachel de Wolfe Raseman o Mies Van der  Rohe quien tuvo un efecto profundo en el enfoque de su diseño.

## Muebles Knoll
En 1938, Hans Knoll fundó la compañía de muebles con su mismo nombre en Nueva York. Posteriormente, en 1943, Florence Schust convenció a Knoll de que con la expansión del diseño de interiores y el trabajo de arquitectura podría ayudar en los negocios de su compañía, incluso en la economía estadounidense en el periodo bélico. Lo que fue un éxito. Se casaron en 1946 y ella se convirtió en su socia comercial para fundar juntos la  nueva compañía. Enseguida crearon una fábrica de muebles en East Greenville, Pensilvania a la que añadieron sucesivas delegaciones a lo largo de los años.
Knoll veía como la habilidad que tenían los arquitectos para el diseño podía aplicarse a los muebles. Lo que supuso que  algunas de sus creaciones se convirtieran en iconos del diseño del siglo XX y perduraran en el catálogo Knoll durante décadas debido a su atemporalidad. Cuando Hans Knoll murió en un accidente automovilístico en 1955, Florence se hizo cargo de la gestión de la empresa. Diseñó personalmente sillas, sofás, mesas y artículos para el hogar durante la década de 1950. Muchos de estos diseños todavía forman parte de la línea  actual de Knoll. En 1958 se casó con Harry Hood Bassett, hijo de Harry H. Bassett. En la década de 1950, sus diseños  eran incluidos a menudo en las exposiciones "Good Design" del Museo de Arte Moderno (MOMA). Aunque Knoll realizó un importante trabajo para viviendas, el éxito le llegó por sus diseños  para oficinas corporativas en International Style.
Las creaciones más conocidas de Knoll como arquitecta son los interiores del edificio de la Connecticut General Life Insurance Company Headquarters en Bloomfield y del edificio de la CBS en Nueva York. Su visión de la nueva oficina era clara y ordenada y el auge corporativo de la década de 1960 le brindó la oportunidad perfecta para que ella cambiara la forma en que  se percibía la oficina de trabajo. Sus diseños de planta abierta eran espacios limpios y despejados. En 1960 dejó el cargo como presidenta de Knoll, pero permaneció en la compañía como directora de diseño hasta 1965, cuando se retiró por completo. En 2002 fue galardonada con la Medalla Nacional de las Artes.
En una entrevista con el New York Times en 1964, aclaraba: «No soy decoradora (...) el único lugar que decoro es mi propia casa». Knoll trató de establecer claramente  la diferencia entre los títulos de decoración de interiores y diseño de interiores. Fue pionera en hacer esta diferenciación, frustrada por el uso común del título de decoradora de interiores, que se atribuía especialmente a las mujeres.  
Su experiencia en diseño y arquitectura de muebles supera la habilidad de un "decorador de interiores; idea  encarnaría los objetivos de la Unidad de Planificación.

## Unidad de Planificación
Florence Knoll dirigió el servicio de diseño de interiores de Knoll Associates (The Knoll Planning Unit) desde 1943 hasta 1971. Ella y la Unidad de Planificación fueron componentes importantes en el desarrollo del diseño de interiores desde la década de 1940 hasta la de 1970. En estos años crearon algunos de los diseños más innovadores de interiores de oficinas de la  posguerra. En gran parte debido al pensamiento racional de Knoll y las ideas del modernismo humanizado.
Knoll y la Unidad de Planificación tuvieron una influencia radical en los entornos de oficinas estadounidenses, comenzando por el reemplazo de los pesados escritorios tradicionales tallados en caoba por otros con diseños más modernos y ligeros, así como el enderezamiento de la posición en diagonal habitual del escritorio ejecutivo. También rediseñaron las mesas de reuniones dándoles forma oval de barco para que las personas reunidas pudieran verse unas a otras.

## Maquetas
Knoll presentaba las maquetas  de los diseños de la Unidad de Planificación a través de lo que ella denominaba "paste-ups". Un término de artes gráficas para cualquier proyecto de arte mecánico terminado, tradicionalmente usando un adhesivo. El empaste era una pequeña muestra del espacio, tela, astillas de madera y acabados que representaban los muebles.

## Salas de exposición
Las salas de exposiciones de Knoll humanizaban sus modernos diseños  mostrando a los clientes cómo usar sus novedosos muebles. La primera sala se abrió en 1948, en la ciudad de Nueva York, y fue seguida por la de Dallas, Chicago, San Francisco, París, Los Angeles Southfield y Míchigan, entre otras ciudades.

## Muebles
Knoll afirmó que ella no era diseñadora de muebles, tal vez porque no quería que sus piezas se vieran  como un elemento único, sino como una pieza más del diseño interior holístico que ella creaba.
Diseñaba muebles solo cuando las piezas existentes en la colección Knoll no satisfacían sus necesidades. Casi la mitad de los muebles de la colección eran diseños que incluían mesas, escritorios, sillas, sofás, bancos y taburetes. Trataba de que el diseño de sus muebles no solo fuera funcional, sino que  también impregnara en el espacio interior, en  relación con la arquitectura espacial y la composición general. Esto  inevitablemente formaba parte de su concepto de "diseño total" en el cual aspiraba trabajar. En él se incluía  una amplia gama de campos que abarcaban la arquitectura, fabricación, diseño de interiores, textiles, gráficos, publicidad y presentación.
Las características distintivas de los diseños de muebles de Knoll fueron las elegantes siluetas y geometrías. Lo que reflejaba su formación arquitectónica y sus intereses. Sus muebles fueron diseñados con la idea de que ellos integraran las nociones  arquitectónicas aprendidas, lo que logró al convertir la estructura y el lenguaje del edificio moderno en un objeto a escala humana.

## Premios
En 1961 se convirtió en la primera mujer en recibir la Gold Medal for Industrial Design del American Institute of Architects. En 1983 ganó el Athena Award de la Rhode Island School of Design. En 2003, el presidente George W. Bush le otorgó el mayor  premio del país a la excelencia artística, la National Medal of Arts.

## Muerte
El 25 de enero de 2019, Florence Marguerite Knoll Bassett murió a los 101 años en Coral Gables, Florida.